# Cacomantis sonneratii
Il cuculo baio o cuculo di Sonnerat (Cacomantis sonneratii Latham, 1790) è un uccello della famiglia dei Cuculidae.

## Sistematica
Cacomantis sonneratii ha quattro sottospecie:
- Cacomantis sonneratii sonneratii
- Cacomantis sonneratii waiti
- Cacomantis sonneratii schlegeli
- Cacomantis sonneratii musicus

## Distribuzione e habitat
Questo uccello vive in Asia meridionale e sudorientale, dal Pakistan e dalla Cina fino all'Indonesia, compreso lo Sri Lanka e le Filippine.